# أوسفالد فون فولكنشتاين
أوسفالد فون فولكنشتاين Oswald von Wolkenstein (ولد في حوالي 1377 في قلعة شونيك في بوسترتال في منطقة التيرول الجنوبية – ومات في 1445 في ميران)؛ كان شاعرا ومغنيا وملحنا وكذلك سياسيا. يعتبر من خلال حياته وأعماله نموذجا للفارس في نهاية العصور الوسطى. عمل دبلوماسيا في خدمة القيصر سيغيسموند الأول.
حفظت سيرة حياته في الكثير من الوثائق، كما انه قص في قصائده سيرة وتجارب وأحداث حياته. في سن العاشرة قرر ترك منزل العائلة والسفر عبر العالم لاكتشاف الحياة، فرافق لعدة سنوات برفقة أحد الفرسان، ونجده في قصائده يذكر بلادا منها بروسيا ورومانيا وتركيا وبلاد فارس والمجر وبوهيميا وإسبانيا.
وحين مات أبوه عام 1399 عاد إلى تيرول الجنوبية. وقد اشترك في الحملة الفاشلة التي شنها الملك الألماني روبريشت الثالث على إيطاليا. ترك الكثير من القصائد التي حفظها الزمن لتصل إلى أيدينا اليوم. وتميزت بورح المرح والإقبال على الحياة. ويعتبر بجانب مونش فون تسالبورج من أوائل روادي الأغنية متعدد الأصوات.

## روابط خارجية
- أوسفالد فون فولكنشتاين على موقع الموسوعة البريطانية (الإنجليزية)
- أوسفالد فون فولكنشتاين على موقع ميوزك برينز (الإنجليزية)
- أوسفالد فون فولكنشتاين على موقع ديسكوغز (الإنجليزية)